# داوما
داوما (به لاتین: Duoma) یک شهرک در جمهوری خلق چین است که در Shuanghu County واقع شده‌است. داوما ۱٬۴۸۸ نفر جمعیت دارد.